# Kevin Thomson
Kevin Thomson, född 14 oktober 1984 i Edinburgh, är en skotsk före detta professionell fotbollsspelare som för spelat för bland annat Scottish Premier League-laget Hibernian.
Den 9 november 2008 skadade Thomson knät, som gjorde att han blev borta säsongen 2008-09.